# Autorità di bacino regionale del fiume Sarno
L'Autorità di bacino regionale del fiume Sarno è una delle Autorità della Regione Campania che opera nel settore della difesa del suolo. È un ente pubblico economico che gestisce il bacino idrografico del fiume Sarno.
Il territorio in cui opera l'ente comprende 61 comuni appartenenti alla Provincia di Avellino, alla città metropolitana di Napoli e alla Provincia di Salerno.
La sede amministrativa è a Napoli.